# 2019 HH4
2019 HH4 es un asteroide Apolo, un objeto próximo a la Tierra (NEO) y un asteroide potencialmente peligroso (PHA) con un diámetro estimado entre 270 y 610 metros. El cuerpo pasó a una distancia nominal de 5.079.861 km (0,033 UA) de la Tierra, el 24 de octubre de 2023, a las 10:45 UTC.

## Datos de aproximación más cercana
| Fecha/Hora (UTC)             | Distancia mínima a la Tierra | Distancia mínima a la Tierra | Distancia máxima a la Tierra | Distancia máxima a la Tierra | Velocidad relativa (km/s) |
| Fecha/Hora (UTC)             | km                           | UA                           | km                           | UA                           | Velocidad relativa (km/s) |
| ---------------------------- | ---------------------------- | ---------------------------- | ---------------------------- | ---------------------------- | ------------------------- |
| 24 de octubre de 2023, 10:45 | 5.079.666                    | 0,03396                      | 5.080.057                    | 0,03396                      | 20.02                     |

No había riesgo de un impacto en la Tierra durante el acercamiento a la Tierra en octubre de 2023.

## Próximos acercamientos a la Tierra
| Fecha/Hora (UTC)               | Distancia mínima a la Tierra | Distancia mínima a la Tierra | Distancia máxima a la Tierra | Distancia máxima a la Tierra | Velocidad relativa (km/s) |
| Fecha/Hora (UTC)               | km                           | UA                           | km                           | UA                           | Velocidad relativa (km/s) |
| ------------------------------ | ---------------------------- | ---------------------------- | ---------------------------- | ---------------------------- | ------------------------- |
| 12 de noviembre de 2040, 10:01 | 50.974.213                   | 0,34074                      | 50.974.213                   | 0,34075                      | 24.99                     |
| 26 de octubre de 2042, 19:35   | 46.186.107                   | 0,30874                      | 46.187.007                   | 0,30874                      | 19.83                     |
| 29 de octubre de 2059, 06:55   | 9.208.112                    | 0,06155                      | 9.209.893                    | 0,06156                      | 20.75                     |
| 20 de noviembre de 2076, 04:04 | 9.209.893                    | 0,49194                      | 73.593.719                   | 0,49194                      | 28.02                     |
| 17 de octubre de 2078, 03:27   | 22.510.188                   | 0,15047                      | 22.510.998                   | 0,15048                      | 19.49                     |